# KA Esuma Bunko
KA Esuma Bunko (KAエスマ文庫?) es una etiqueta bunkobon publicada por Kyoto Animation.

## Historia
El primer lanzamiento de KA Esuma Bunko fue el 1 de junio de 2011, con Chūnibyō Demo Koi ga Shitai! y Yūyake Tōdai no Himitsu.
Chūnibyō Demo Koi ga Shitai! es la obra ganadora del primer premio de estímulo de los premios Kyoto Animation Awards. Yūyake Tōdai no Himitsu fue serializado es la revista web de Kyoto Animation, Kyoani BON!.
Aunque tienen un ISBN, el canal de distribución es diferente al de los libros generales, ya que son distribuidos y administradas directamente en «Kyoani Shop» que maneja productos de las obras de Kyoto Animation. Las tiendas en línea y los distribuidores de artículos de Kyoto Animation, como Animate, y las ventas en las librerías, se limitan a Bunkyodo y otras librerías en línea, y no están disponibles en las librerías en línea como Amazon.
En la edición, el trabajo de edición se realizará mediante una reunión entre el personal de Kyoto Animation y el autor a cargo. Además, muchas de las obras ganadoras están animadas por Kyoto Animation, pero el contenido a menudo se modifica significativamente, como al agregar varios personajes de anime originales.

## Títulos publicados
| Título                                | Autor            | Ilustrador        | Volúmenes publicados | Notas | Ref(s) |
| ------------------------------------- | ---------------- | ----------------- | -------------------- | --- | ------ |
| Chūnibyō Demo Koi ga Shitai!          | Torako           | Nozomi Ōsaka      | 4                    | Ganador del primer Premio al estímulo de la categoría de novela de los premios Kyoto Animation Awards. Primer trabajo de animación televisiva de KA Esuma Bunko. |        |
| Yūyake Tōdai no Himitsu               | Fumihiko Shimo   | Kadowaki Miku     | 1                    | El trabajo fue serializado en Kyoani BON! |        |
| Oyashiki to Coppelia                  | Rotsuki Ichinose | Emi Kitamura      | 1                    | El segundo ganador del primer Premio al estímulo de la categoría de novela de los premios Kyoto Animation Awards.                                                |        |
| Kyōkai no Kanata                      | Nagomu Torii     | Chise Kamoi       | 3                    | Ganador del segundo premio al estímulo de la división de novelas de los premios Kyoto Animation Awards.                                                          | [ 2 ]  |
| Tamako Market                         | Mutsuki Ichinose | Yukiko Horiguchi  | 2                    | Novelización de la obra de anime televisiva original del mismo nombre. El volumen 2 se lanzó como una versión novelizada de la película.                         |        |
| High Speed!                           | Kōji Ōji         | Futoshi Nishiya   | 2                    | Ganador del segundo premio al estímulo de la división de novelas de los premios Kyoto Animation Awards. Fue adaptada al anime bajo el nombre de Free!.           | [ 3 ]  |
| Musaigen no Phantom World             | Sōichirō Hatano  | Shirabi           | 3                    | Ganador del cuarto Premio al estímulo de la categoría de novela de los Kyoto Animation Awards.                                                                   |        |
| Robot Heart Update                    | Misaki Kadokura  | Yuki Tsunoda      | 3                    | Ganador del quinto Premio al estímulo de la categoría de novela de los Kyoto Animation Awards.                                                                   |        |
| Violet Evergarden                     | Kana Akatsuki    | Akiko Takase      | 4                    | Ganador del quinto Gran Premio de los Kyoto Animation Awards. |        |
| Manzai Senka!                         | Aji Miyarai      | namo              | 1                    | Ganador del cuarto Premio al estímulo de la categoría de novela de los Kyoto Animation Awards.                                                                   |        |
| Tsurune                               | Kotoko Ayano     | Chinatsu Morimoto | 2                    | Ganador del Premio Especial del Jurado de la División de Novela de los séptimos Kyoto Animation Awards.                                                          |        |
| Kono Hoshizora ni wa Kimi ga Tarinai! | Arutake Hoeru    | Maboroshi         | 2                    | Ganador del Premio Especial del Jurado de la División de Novela de los séptimos Kyoto Animation Awards.                                                          |        |
| 20 Seiki Denki Mokuroku               | Hiro Yūki        | Kazumi Ikeda      | 1                    | Ganador del premio al estímulo de la categoría de novela de larga duración de los octavos Kyoto Animation Awards.                                                | [ 4 ]  |
| Mobomoga                              | Hiro Yūki        | Shirabi           | 1                    | |        |
| Jikan                                 | Kagami Hana      | Kaede Yanagi      | 1                    | Ganador del décimo premio al estímulo de la categoría de novela de los premios de animación de Kioto.                                                            |        |
| Ten'yaku-ryō no Majo                  | Yuma Tachibana   | Shiho Enta        | 1                    | Ganador del décimo premio especial KA Esuma Bunko de categoría novela de los Kyoto Animation Awards.                                                             |        |
| Sakura no Furu Machi                  | Haruo Ogawa      | Fly               | 2                    | Ganador del décimo premio especial KA Esuma Bunko de categoría novela de los Kyoto Animation Awards.                                                             |        |